# Better Together
Better Together е EP и първият албум на американската група Фифт Хармъни, издаден през октомври 2013 г. Включва в себе си 5 музикални изпълнения. От албума е издаден само един сингъл „Miss Movin' On“.

## Списък с песните

### Оригинален траклист
1. „Don't Wanna Dance Alone“ – 3:50
2. „Miss Movin' On“ – 3:14
3. „Better Together“ – 3:14
4. „Who Are You“ – 3:56
5. „Leave My Heart Out of This“ – 3:50

### Таргет издание
1. „One Wish“ – 3:28

### iTunes Store издание и 2023 дигитално преиздание
1. „Me & My Girls“ – 3:24

### Juntos
1. „Que Bailes Conmigo Hoy (Don't Wanna Dance Alone)“ – 3:50
2. „Sin Tu Amor (Miss Movin' On)“ – 3:14
3. „Tu Eres Lo Que Yo Quiero (Better Together)“ – 3:14
4. „Eres Tu (Who Are You)“ – 3:56
5. „Que El Corazon No Hable Por Mi (Leave My Heart Out of This)“ – 3:50

### Juntos – акустично издание
1. „Que Bailes Conmigo Hoy - акустика“ (Don't Wanna Dance Alone)	– 3:37
2. „Sin Tu Amor - акустика“ (Miss Movin' On) – 3:15
3. „Tu Eres Lo Que Yo Quiero - акустика“ (Better Together)	– 3:16
4. „Eres Tu - акустика“ (Who Are You) – 3:56
5. „Que El Corazon No Hable Por Mi - акустика“ (Leave My Heart Out of This) – 3:54

### Акустично издание
1. „Don't Wanna Dance Alone - акустика“ – 3:37
2. „Miss Movin' On - акустика“ – 3:14
3. „Better Together - акустика“ – 3:16
4. „Who Are You - акустика“ – 3:53
5. „Leave My Heart Out of This - акустика“ – 3:54

### The Remixes
1. „Don't Wanna Dance Alone - Cole Plante Remix“ – 3:55
2. „Miss Movin' On - Papercha$er Remix“ – 4:07
3. „Better Together - DayDrunk Remix“ – 3:16
4. „Who Are You - Bit Error Remix“ – 4:11
5. „Leave My Heart Out of This - Buzz Junkies Remix“ – 4:41